# 川松真一朗
川松 真一朗（かわまつ しんいちろう、1980年12月8日 - ）は、日本の政治家、フリーアナウンサー、相撲評論家。自由民主党所属の元東京都議会議員（3期）。元テレビ朝日アナウンサー。プロレスラー、YouTuberとしても活動している。
身長185cm。元ラグビー選手（平尾プロジェクト生、日本代表育成選手）。コロナ禍において、墨田区長・山本亨をはじめとする、自民党区議団と共に『墨田モデル』を創る。

## 来歴
東京都墨田区生まれ。墨田区立両国小学校、墨田区立両国中学校、東京都立両国高等学校、日本大学法学部法律学科卒業。在学中は岩井奉信ゼミに所属していた。専門は政策決定過程論。その後、米国ジョージタウン大学日米リーダーシッププログラム修了。尾崎行雄財団「咢堂塾」・政治特別講座1期生として修了。
2003年、テレビ朝日に入社した。プロ野球中継、格闘技中継、『ワイド!スクランブル』『スーパーJチャンネル』等を担当した。2011年3月、同社を退社し、4月の墨田区長選挙に出馬した。当初、不出馬の意向だった現職に対して、区議団が川松を擁立するも、現職が出馬を表明し、さらに区議会議長、元都議が出馬となり、保守系4人と共産党候補者5人の戦いだったが次点で落選した。その後は日本大学ラグビー部コーチや、フリーアナウンサーとして活動。
2012年、第46回衆議院議員総選挙に自由民主党公認で比例東京ブロック（単独27位）から出馬したが、次点で落選した。
2013年の東京都議会議員選挙で、告示日の2週間前に自民党から公認を受け、墨田区選挙区（定数3）から出馬。トップで初当選した。総裁・安倍晋三が応援に、幹事長・石破茂が重点候補として複数回選挙応援に入った。
2017年7月2日、東京都議会議員選挙で再選された。この選挙は小池都知事・都民ファースト旋風が吹く逆風下で次点との差はわずか103票。「ミスター103」とも呼ばれた。
2020年2月に都議YouTuberとしても活動を開始した。公式チャンネル登録者は8.76万人（2023年8月8日現在）
2020年2月22日、自由民主党東京都支部連合会第25代青年部長に就任した。
2020年東京都知事選挙では自由民主党東京都支部連合独自候補として名前が取り沙汰されたが不出馬であった。
2021年7月4日、東京都議会議員選挙で再選された。
2022年8月20日、DDTプロレスリング大田区総合体育館大会でプロレスラーとしてデビューした（対戦相手は文京区議会議員である西村修、大石真翔、彰人。パートナーは高木三四郎、高尾蒼馬）。当日は背広を模したコスチュームで登場し、東京スカイツリー落とし（ネックハンギングボム）を放つなど健闘したが、西村の足4の字固めにギブアップ負けを喫した。試合後の会見では「デビュー即引退かと思ったが、無我を追求する」と継続参戦の意志を表明した。また、「のんきにプロレスやってる場合か」という批判に対しては「何やってるんだと言われることが多いと思ったので、誰よりも誠実に仕事をした」と回答した。
2024年12月、芸能事務所MR8所属となり、アナウンサー業に復帰する。
同年12月下旬に川松が自民党墨田総支部に2025年6月実施の都議選の公認申請を行わない事を表明した。2025年5月16日、都議選に出馬しない事が報道された。同年6月には自身が配布しているニュースレターで次期衆院選に東京14区からの立候補を目指している事を発表した。同選挙区には自民党現職の松島みどりがおり、政界引退を否定し出馬に意欲を示している事から保守分裂の可能性があるとの報道がなされた。

## 人物
- 2014年11月、東京都議会にラグビーワールドカップ2019成功議員連盟が設立され、同議連事務局長を務めていた[15]。2019年ラグビーワールドカップ日本大会には招致段階から参画。ラグビー協会と東京都及び各会場の調整に当たった。
- 2015年に日本大学ラグビー部ヘッドコーチ、2016年から2019年の4シーズンはGMとして古豪復活に貢献した。
- テレビ朝日退社後もテレビ朝日アスクで講師を務めたり、AbemaTVに積極的に出演。発言もテレ朝寄りと叩かれる時がある。本人は常に客観的と否定している。
- 相撲に造詣が深く、「大相撲ダイジェスト」を担当したくてテレビ朝日アナウンサーを目指したが、入社年に番組が放送打ち切り。その後もテレビ朝日の相撲報道に携わり、東京相撲記者クラブに所属していた。
- 「ニュース眼力OH!」でのトレードマークだったベスト姿は美輪明宏のアドバイスによる。それまではジャケット姿だった。

- 尊敬する人物は美輪明宏、松岡正剛。また、尊敬するアナウンサーはみのもんた、宮根誠司。
- 2013年逆風下の選挙では、麻生太郎、石破茂、菅義偉、岸田文雄、茂木敏充、野田聖子らが重鎮議員が軒並み応援に。全て個人的な応援として墨田区入りした。
- 都議YouTuberとして活動を始めてからはマスコミに対しては厳しい意見を展開している。
- AKB48岡田奈々推しでヲタ系議員としても知られている。
- 三代目 J SOUL BROTHERS from EXILE TRIBEファンとしてもライブには出来るだけ足を運ぶという。
- 2021年2月11日、東京オリンピック・パラリンピック組織委員会会長の森喜朗について、川松は「森会長を辞めさせるのは得策ではない。東京五輪そのものが実施できなくなる恐れがある」など、森喜朗を擁護する約4000文字の記事をPRESIDENT Onlineで発表した[16]。
- 2022年3月27日、DDTプロレス後楽園大会に来場し、第1548代アイアンマンヘビーメタル級王者となる[17]。のちのプロレスデビューのきっかけとなった。
- 座右の銘は「政治が有権者を信じなければ、その政治が有権者から信じられることは決してない。」と、自身のブログでも明らかにしている。

## 同期アナウンサー
- 市川寛子（テレビ朝日広報部）
- 大木優紀（退社）
- 前田有紀（退社）

## ゆかりのある人物
- 平尾誠二　ラグビー平尾プロジェクト生
- 大和田獏　テレビ朝日時代に同じ番組を担当
- 普天王水　大相撲力士（大学同級生）
- 宇草弘基　プロ野球選手（川松が会長を務める墨田リトル・シニア出身）
- 猪瀬直樹　元都知事（テレビ朝日でレギュラー出演）
- 須田慎一郎　ジャーナリスト（ワイド！スクランブルで共演）
- 生田よしかつ　築地魚河岸三代目（ネット上の活動を共に展開）
- 鈴木信達　ONE FC格闘技世界王者、DDTプロレスアイアンマン王者防衛戦でボディガード務める
- 生稲晃子　生稲が第26回参議院選挙に東京都選挙区から立候補した際にマスコミ対応責任者を務めた[18]
- 高木三四郎　DDTに川松を誘った張本人
- HAKUEI  旧知の関係で、プロレス入場曲を担当
- 竹花貴騎　竹花のオンライン入会する仲で石破茂との対談を仲介後、炎上。石破茂事務所から遺憾のコメントが発表された[19]

## 出演番組

### テレビ
- BSフジLIVE プライムニュース（BSフジ）- 不定期
- 東京MXテレビ　田村淳の訊きたい放題！-不定期（月１）

### インターネット動画配信
- AbemaPrime（AbemaNews）
- みのもんたのよるバズ!（AbemaNews）
- ニューソク通信社

### 過去
テレビ朝日時代
報道・情報番組
| 期間      | 期間      | 番組名              | 役職                                                     |
| --------- | --------- | ------------------- | -------------------------------------------------------- |
| 時期不明  | 2008年6月 | ANN NEWS&SPORTS     | 土曜版櫻井健介の代行スポーツコーナー                     |
| 2004年4月 | 2007年6月 | やじうまプラス      | 月・火曜日スポーツコーナー ※途中半年は、金・土曜日を担当 |
| 2005年7月 | 2007年3月 | スーパーJチャンネル | 月曜日18時台ローカル枠『奥様鑑定団』担当                 |
| 2007年4月 | 時期不明  | ワイド!スクランブル | 『特報サイト』→『ニュース眼力OH!』担当                   |

中継担当番組・その他
- News Access（BS朝日、不定期）
- スーパーベースボール等、スポーツ中継

フリーアナウンサー（議員浪人）時代
- 矢野東・谷原秀人のプロ&アマゴルフサミット（TOKYO MX）- 2011年
- BS11 ニュース番組など